# Andreï Tchibis
Andreï Vladimirovitch Tchibis (en russe : Андре́й Влади́мирович Чи́би), né le 19 mars 1979 à Tcheboksary en Tchouvachie soviétique, est le gouverneur de l'oblast de Mourmansk depuis 2019. Il fait l'objet de sanctions pour son soutien et sa participation à la guerre russo-ukrainienne.

## Biographie
Il était gouverneur par intérim de l'oblast de Mourmansk le 21 mars 2019 avant de prêter officiellement serment. Il est secrétaire de la branche régionale de Mourmansk du parti Russie unie depuis le 15 novembre 2019.
Il a été vice-ministre de la Construction, du Logement et des Services publics de Russie de 2013 à 2019, et ancien inspecteur en chef du logement de la fédération de Russie de 2014 à 2019. Il est titulaire d'un doctorat en droit depuis 2006.
Tchibis a été blessé lors d'une tentative d'assassinat à Apatity au couteau le 4 avril 2024.